# Nystvinda

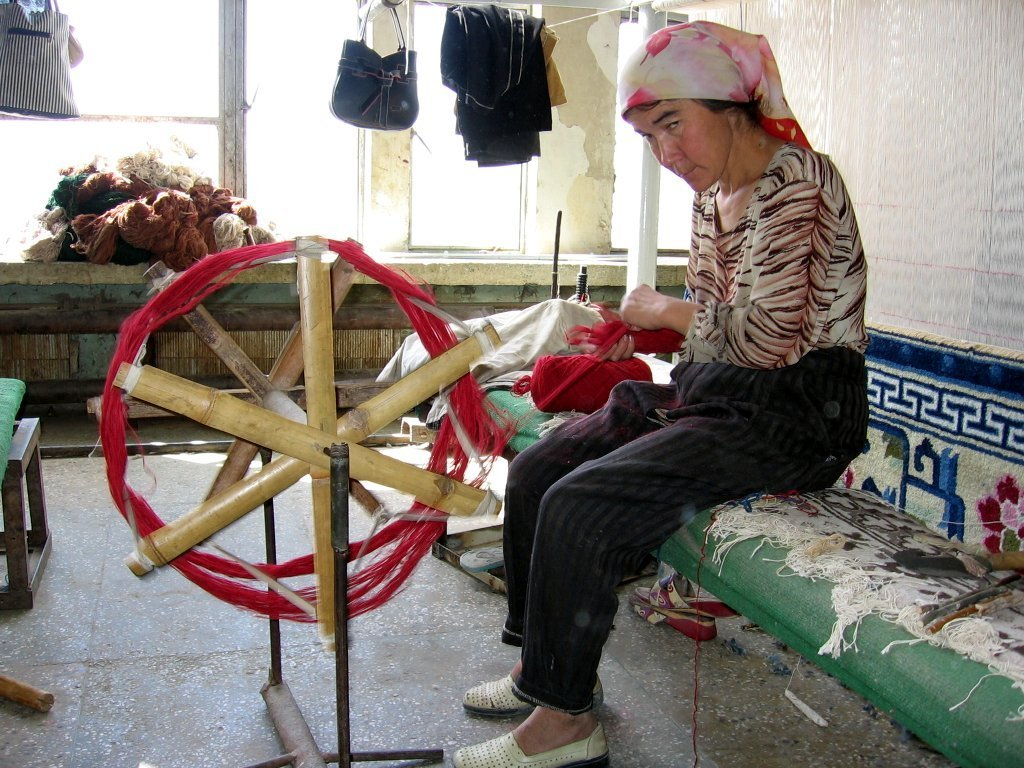
Nystvinda av bambu i Kina.

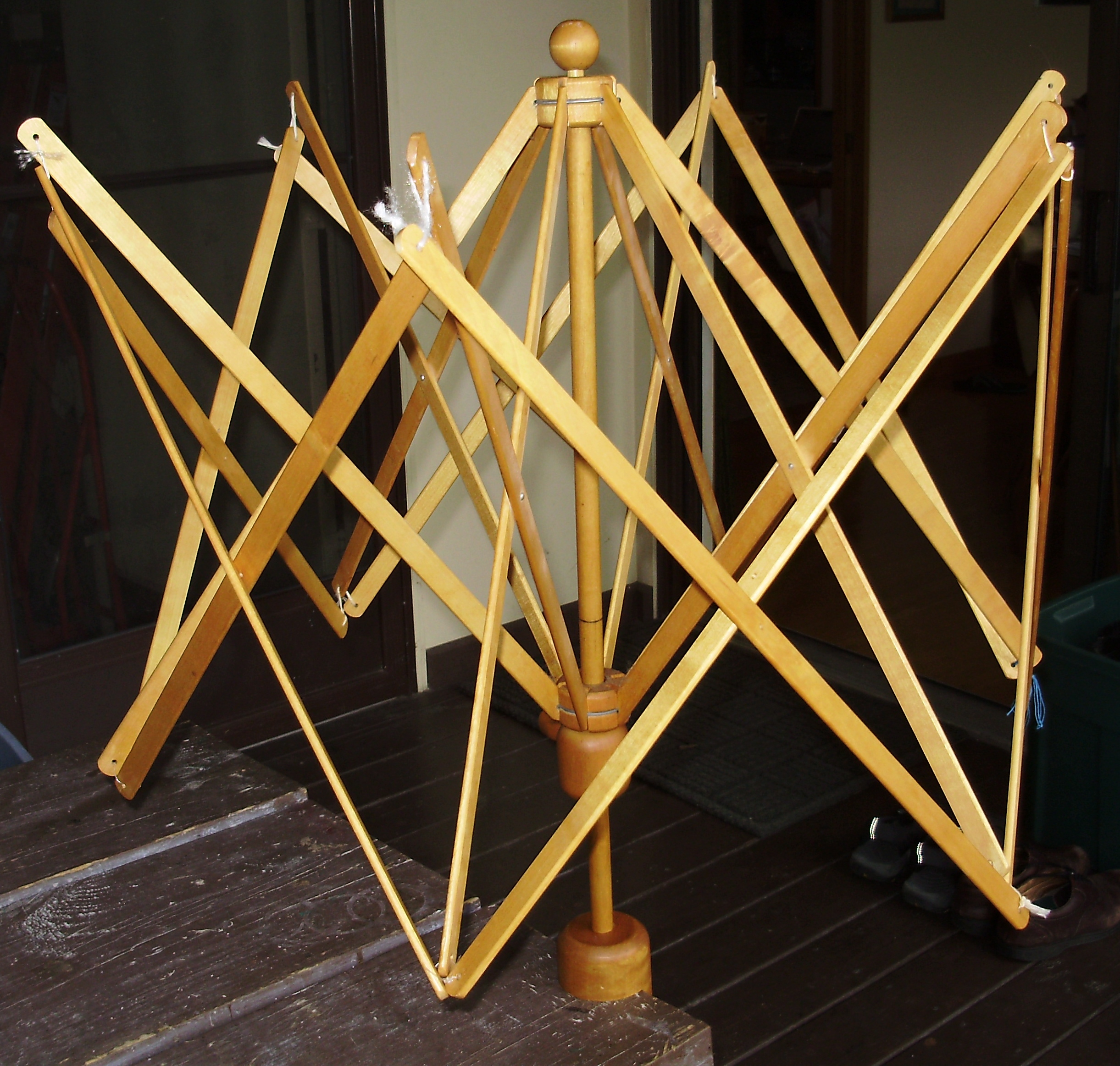
Hopfällbar nystkrona av trä, i Sverige vanlig typ.

Nystvindan är ett redskap som används vid omlindning av garnhärvor till runda nystan. 
Garnproducenten har dessförinnan lindat härvan med hjälp av en härvel.
Ställningen kan snurra runt och är som regel lätt att plocka ihop. Principen bygger på att härvan med sitt runda utförande måste anbringas på något som kan spänna ut härvan, varför en uppspännbar nystkrona används (spröt i korsvis fastknuten form). 
Den som ingen nystvinda har brukar be någon med två lediga händer att tjänstgöra som härvhållare. Detta innebär dock att garnet hasplas av (jämför haspelrulle), varvid tvinningen antingen ökas något eller minskas något för varje varv, allt efter den trådriktning garnet dras av. Detta kan i vissa fall ha betydelse för det alster som garnet skall användas till (garnet blir fastare resp mjukare). Om nystvinda används kommer garnet att rullas av, varvid tvinningsgraden blir oförändrad.
Tvinningsgraden påverkas även olika om man nystar med tråden i höger hand eller vänster hand. Bäst resultat får man om man systematiskt växlar hand under nystningen.

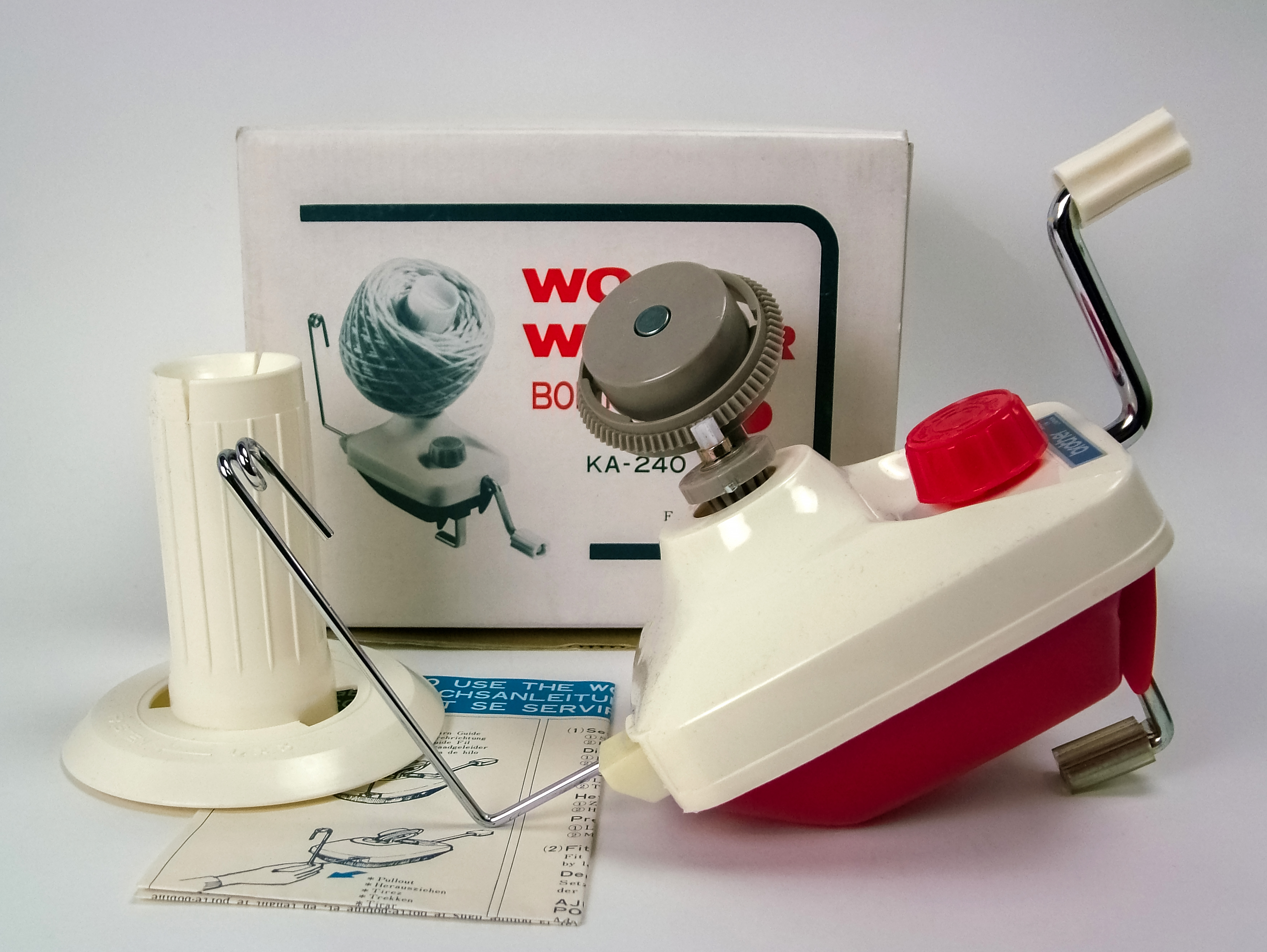
Ofta används en handvevad nystmaskin för att nysta upp garnet från en garnvinda.